# 博学路街道
博学路街道，是中华人民共和国河南省郑州市金水区下辖的一个乡镇级行政单位。博学路街道成立于2010年9月18日，在原龙子湖区管理处的基础上改制而成，目前由郑东新区代管。

## 行政区划
博学路街道管辖的范围为京港澳高速公路、东三环、平安大道与七里河的合围区域，下辖以下地区：
贾岗社区、学理路社区、相济路社区和明理路社区。